# Hippoporina ampla
Hippoporina ampla är en mossdjursart som beskrevs av Osburn 1952. Hippoporina ampla ingår i släktet Hippoporina och familjen Bitectiporidae. Inga underarter finns listade i Catalogue of Life.